# Margaret E. Barr
Elizabeth Margaret Barr-Bigelow (Elkhorn, 16 de abril de 1923 – Sídney, Columbia Británica, 1 de abril de 2008) fue una micóloga canadiense, conocida por sus contribuciones a Ascomycetes.

## Biografía
Margaret Barr era aborigen del pequeño poblado de Elkhorn en la provincia de Manitoba. Estudió en la Universidad de Columbia Británica, recibiendo en 1950, su título de grado; y en 1952 el M.Sc..
En 1956, Barr se casó con el micólogo H. E. Bigelow.
Obtuvo su Ph.D. por su tesis The taxonomic position of the genus Mycosphaerella as shown by comparative developmental studies. Después de casados, Barr y su marido trabajaron durante algún tiempo en la Universidad de Montreal, y de 1957 a 1987 en la Universidad de Massachusetts Amherst. Dos años después de la muerte de Howard en 1987, Barr se trasladó a la ciudad de Sídney, Columbia Británica donde falleció en 2008. Durante su vida, publicó más de 150 publicaciones científicas sobre diversos Ascomycetes, con el último descrito en 2007.

## Honores

### Eponimia
Géneros
- Barrella Ahn & Shearer, 1995
- Barria Z.Q.Yuan, 1994
- Barrina A.W.Ramaley, 1997
- Barrmaelia Rappaz, 1995
- Margaretbarromyces Mindell, Stockey, Beard & Currah, 2007
- Mebarria J.Reid & C.Booth, 1989

Especies
- Bricookea barriae Shoemaker & C.E.Babc. 1989
- Gibbera barriae L.Holm & K.Holm, 1980
- Hysterium barrianum E.W.A.Boehm, A.N.Mill., Mugambi , Huhndorf & C.L.Schoch , 2009
- Leptosphaeria barriae Shoemaker, 1985
- Paraphaeosphaeria barriae Checa, 2002
- Phaeosphaeria barriae Fallah, J.L.Crane & Shearer, 1998
- Plagiostoma barriae Sogonov, 2008
- Trichometasphaeria barriae Chleb., 2009
- Wettsteinina barriae Shoemaker & C.E.Babc., 1987

- La abreviatura «M.E.Barr» se emplea para indicar a Margaret E. Barr como autoridad en la descripción y clasificación científica de los vegetales.[1]